# Bureau du Cabinet (Royaume-Uni)
Pour les articles homonymes, voir Bureau du Cabinet.
Ne pas confondre avec le cabinet, organe de décision du gouvernement britannique.
Le Bureau du Cabinet (en anglais : Cabinet Office, CO) est un département exécutif du gouvernement britannique chargé d'aider le Premier ministre et le cabinet du Royaume-Uni.
Il est dirigé par le Premier ministre (Prime Minister), mais sa gestion quotidienne est dévolue au secrétaire du Cabinet (Cabinet Secretary).

## Historique
Formé en décembre 1916 à partir de l'ancien comité de Défense impériale (Committee of Imperial Defence) sous Sir Maurice Hankey, premier secrétaire du Cabinet, le ministère développe ensuite plusieurs unités pour soutenir les comités du Cabinet (Cabinet Committees) et coordonner les manières d'atteindre les objectifs du gouvernement par les départements ministériels.

## Missions
L'Office du Cabinet a pour fonctions principales de :
- soutenir le ou la Premier ministre pour définir et mettre à bien les objectifs du gouvernement, mettre en œuvre les réformes politiques et constitutionnelles, et mener à exécution les priorités pluri-ministérielles, telles que l'exclusion sociale et le secteur tertiaire ;
- soutenir le H.M. Cabinet, afin de garantir la cohérence, la qualité et l'efficacité de la politique et des opérations décidées ;
- renforcer la fonction publique (H.M. Civil Service), pour s'assurer que le « Service civil britannique » est organisé de manière efficace, et qu'il possède les compétences, les valeurs et la ligne directrice nécessaires afin d'atteindre les objectifs de bon gouvernement, y compris en s'assurant de la bonne utilisation de l'argent des contribuables (cela implique une collaboration avec le Trésor de Sa Majesté).

Ce Bureau est également chargé de la responsabilité politique des commissions électorale (Electoral Commission) et du redécoupage électoral (Boundary Commission), et de l'autorité indépendante de l'évaluation normative (IPSA) (Independent Parliamentary Standards Authority).

## Direction
Le Bureau du Cabinet a pour but d'aider le ou la Premier ministre, ministre de la Fonction publique et Premier lord du Trésor, depuis 2024 Keir Starmer.
Les fonctions de ministre d'État au Cabinet Office et celle de Paymaster-General sont occupées par Nick Thomas-Symonds.
Le Cabinet Secretary est à la tête du Civil Service et est aussi responsable de l'organisation interne du bureau du Cabinet. L'actuel titulaire est Chris Wormald, en poste depuis le 16 décembre 2024.
Responsabilités de celui-ci au niveau national :
- le Service civil de Sa Majesté[1] ;
- la Commission électorale (Electoral Commission) ;
- les Commissions du redécoupage électoral (Boundary Commissions) ;
- l'Autorité indépendante de l'évaluation normative (en) (Independent Parliamentary Standards Authority)[2].

Depuis la dévolution britannique, des pouvoirs sont délégués aux :
- bureau du premier ministre (Office of the First Minister) : soutien du Cabinet du gouvernement écossais :
  - directoire de l'exécutif d'Écosse[3] ;
- bureau du premier ministre et du vice-premier ministre (Office of the First Minister and Deputy First Minister) : coordination de l'Exécutif d'Irlande du Nord :
  - département de la Finance et du Personnel (Department of Finance and Personnel) : fonction publique d'Irlande du Nord ;
- bureau du premier ministre du pays de Galles (Office of the First Minister)[4].